# Neuchâtel
Neuchâtel (/nøʃɑtɛl/, toponimo francese; in tedesco Neuenburg, in italiano Neocastello o Nuovo Castello, desueti) è un comune svizzero di 44 597 abitanti del Canton Neuchâtel; ha il titolo di città ed è la capitale del cantone. 

## Geografia fisica
La città sorge sulla sponda settentrionale del lago di Neuchâtel ed è attraversata dal fiume Le Seyon, interrato.

## Storia
Nel 1930 ha inglobato il comune soppresso di La Coudre e il 1º gennaio 2021, in seguito all'esito favorevole del referendum del 25 ottobre 2020, quelli di Corcelles-Cormondrèche, Peseux e Valangin.

## Monumenti e luoghi d'interesse

### Architetture religiose
- Collegiata di Neuchâtel, chiesa parrocchiale riformata costruita nel XII secolo[3][7];
- Chiesa parrocchiale riformata (Temple du Bas o Temple Neuf), costruita nel 1696 su progetto di Joseph Humbert-Droz[3][8];
- Cappella riformata della Maladière (già parrocchiale cattolica), costruita nel 1828 su progetto di Frédéric de Morel[3][9];
- Basilica di Nostra Signora dell'Assunzione detta "chiesa rossa", cattolica, costruita nel 1897-1906 su progetto di Guillaume Ritter[3].

### Architetture civili
- Castello di Neuchâtel, costruito nel X secolo e ricostruito nel XIV-XV secolo[3], sede ufficiale del Consiglio di Stato (governo del cantone);
- Torre delle prigioni, costruita nel XII secolo e modificata più volte, costituisce la porta[3] ovest della città prima dell'apertura della route de l'Évole[senza fonte];
- Palazzo dei servizi industriali, costruito come ospedale nel 1783 da David de Pury; cessò la sua funzione nel 1914 quando entrò in funzione l'ospedale dei Cadolles[3];
- Palazzo comunale (Hôtel de Ville), costruito nel 1790[3] sul luogo dell'antico ospedale e della porta dell'ospedale[senza fonte];
- Edifici privati e dimore patrizie del quartiere dell'Hôpital, tra i quali Palazzo Pourtalès, Palazzo DuPeyrou[3], Palazzo la Grande Rochette, Palazzo la Petite Rochette[senza fonte] e Palazzo de Pury (sede del Musée d'ethnographie)[10];
- Fontane della Giustizia (1547), del Griffon (1664), del Leone (1664), della rue du Château, del Banneret (1584), della rue des Moulins (1584), del Neuburg (1608), dell'Hôpital (1790)[senza fonte].

## Società

### Evoluzione demografica
L'evoluzione demografica è riportata nella seguente tabella:
Abitanti censiti

## Cultura

### Istruzione

#### Università

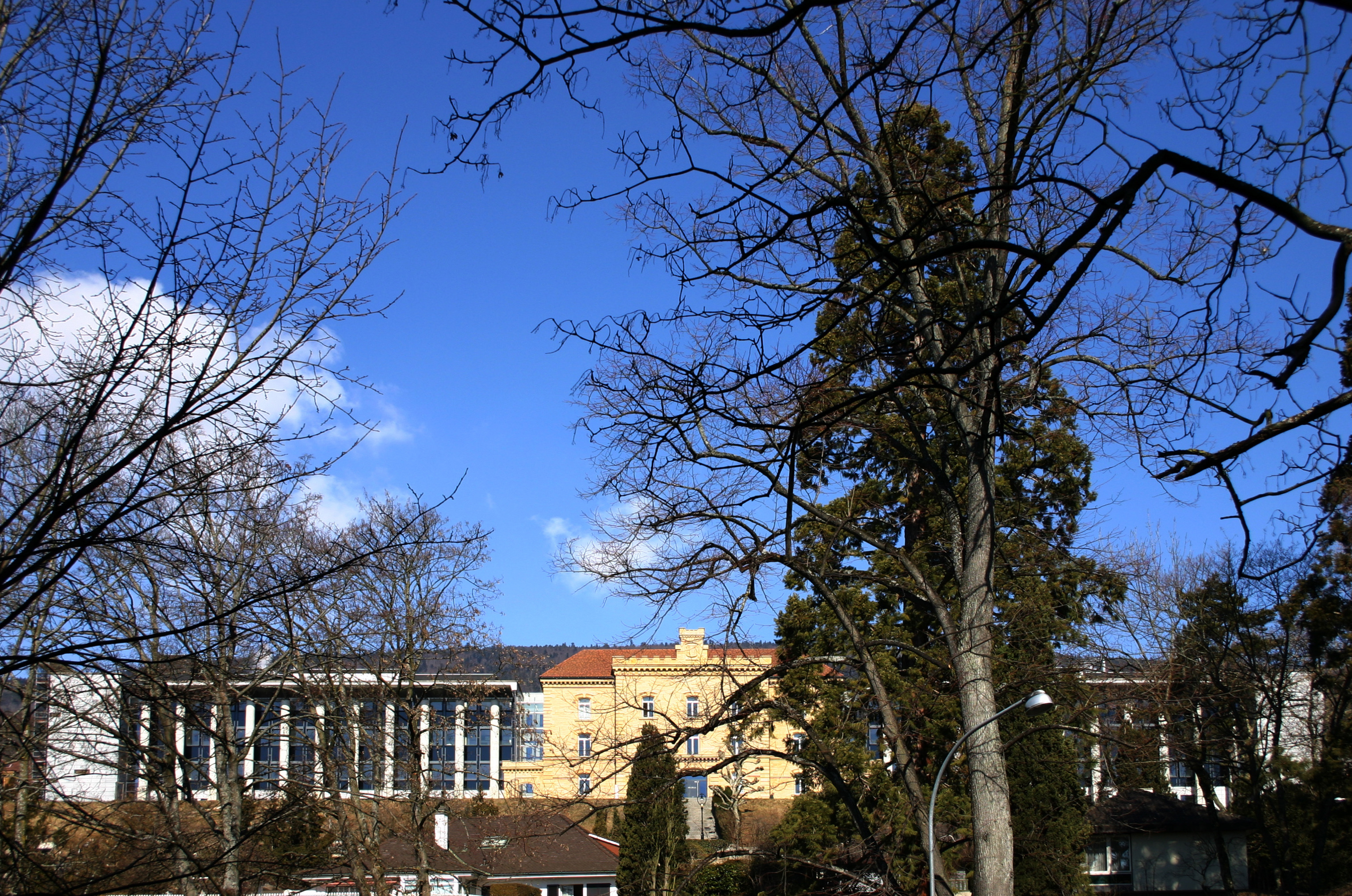
L'Università di Neuchâtel

- Università di Neuchâtel, fondata nel 1838 come accademia, chiusa nel 1848, rifondata nel 1866 e trasformata in università nel 1909[12].

#### Musei
- Musée d'art et d'histoire, museo d'arte e di storia fondato nel 1885[3][13];
- Musée d'histoire naturelle, museo di storia naturale fondato da Paul-Louis-Auguste e Louis Coulon nel 1835[3]; si trova nell'antico Collège de jeunes filles, progettato da Hans Rychner e terminato nel 1853[14], e presenta un'esposizione permanente di mammiferi e uccelli della Svizzera nel loro ambiente (diorama sonorizzato per gli uccelli)[senza fonte];
- Musée d'ethnographie, museo di etnografia fondato dal 1904 con collezioni provenienti dal Musée d'art et d'histoire[3][13]; ha sede nel palazzo de Pury, residenza dell'omonima famiglia[10], e le sue principali collezioni riguardano l'Africa; vi sono inoltre sezioni sull'Antico Egitto, sull'Asia e il gabinetto di storia naturale del XVIII secolo del generale Charles-Daniel de Meuron[15];
- Centre Dürrenmatt Neuchâtel, centro culturale dedicato a Friedrich Dürrenmatt fondato nel 2000[3][16].

## Geografia antropica

### Frazioni e quartieri

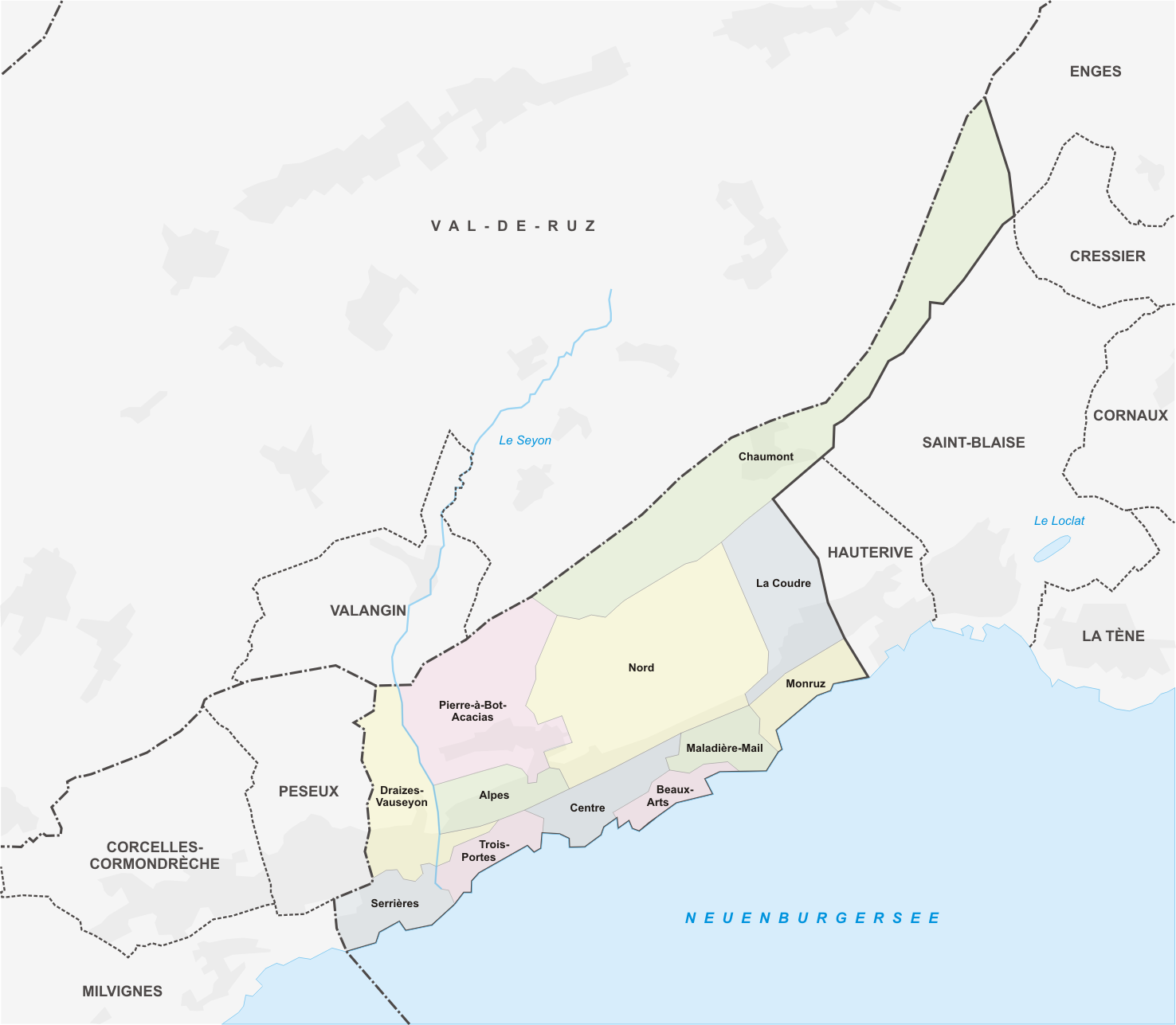
I quartieri di Neuchâtel

Le frazioni e i quartieri di Neuchâtel sono:
- Corcelles-Cormondrèche[17]
  - Corcelles
  - Cormondrèche
- Neuchâtel
  1. Draizes-Vauseyon
  2. Serrières
  3. Alpes
  4. Trois-Portes
  5. Nord
  6. Centre
  7. Beaux-Arts
  8. Maladière-Mail
  9. La Coudre[18]
    - La Favarge

  10. Monruz
  11. Pierre-à-Bot-Acacias
  12. Chaumont
- Peseux[19]
- Valangin[20]
  - La Borcarderie

## Infrastrutture e trasporti

### Strade
Neuchâtel è servita dall'autostrada A5 (uscite di Neuchâtel Ouest, Neuchâtel Serrières, Neuchâtel Maladière, Neuchâtel Monruz) e dalla strada principale 20/semiautostrada A20 (uscite di Neuchâtel-Peseux e Valangin).

### Ferrovie

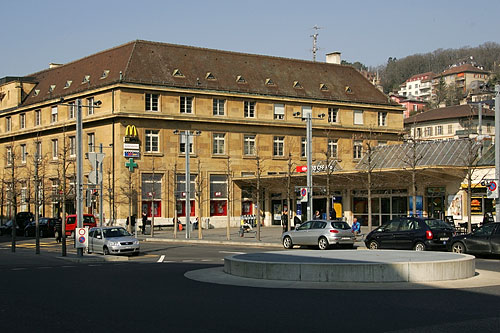
La stazione di Neuchâtel

Neuchâtel è servita dall'omonima stazione sulla ferrovia Losanna-Olten, capolinea delle linee per Le Locle, per Pontarlier e per Berna. Nel territorio comunale sorgono anche le stazioni di Neuchâtel-Serrières, di Les Deurres, di Corcelles-Peseux e di Neuchâtel Est.

### Porti

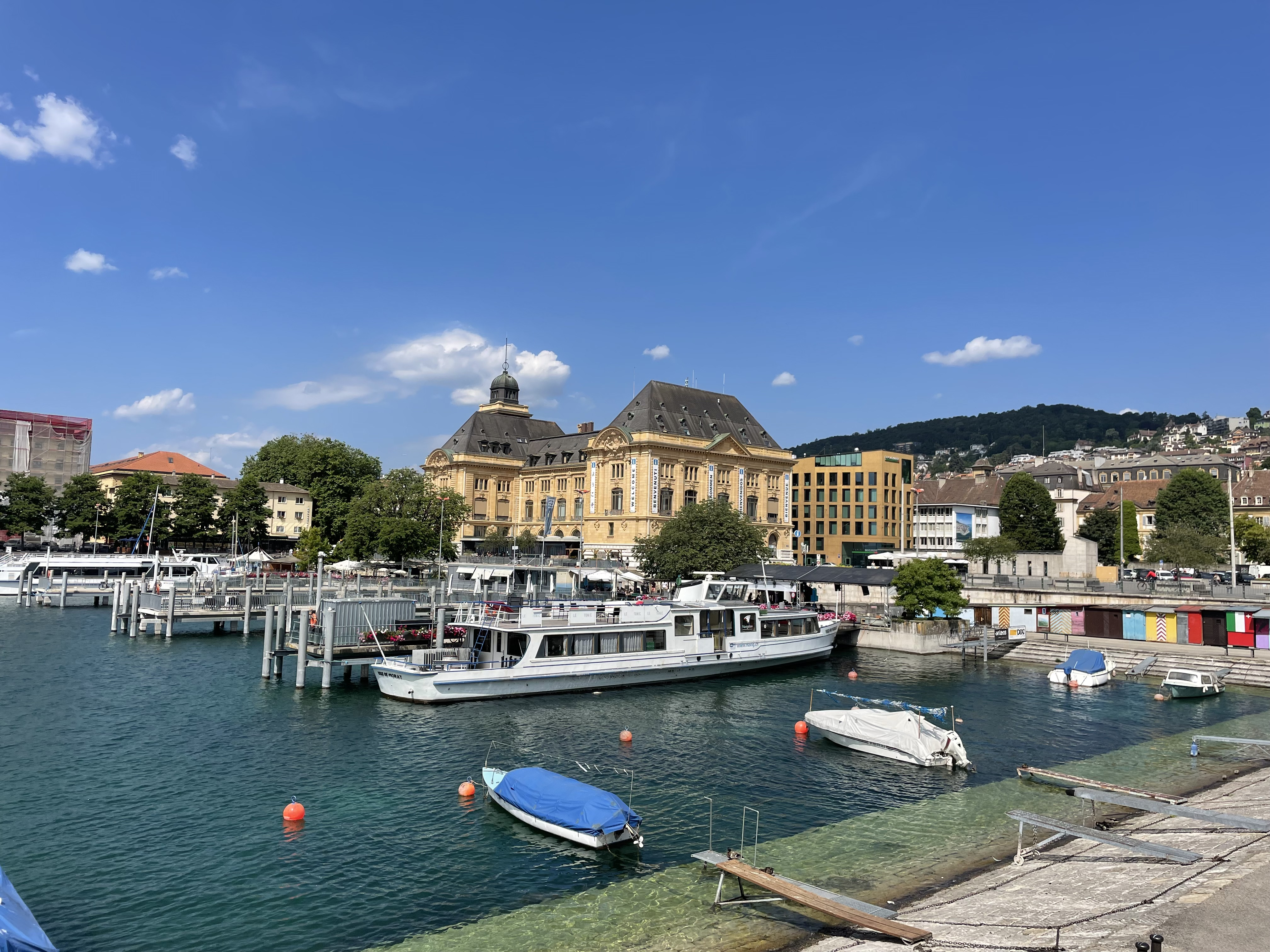
Il porto di Neuchâtel

Il porto lacustre di Neuchâtel smista la navigazione passeggeri e merci.

### Mobilità urbana
La città è servita dalla rete filoviaria di Neuchâtel e dalla rete tranviaria di Neuchâtel; il trasporto pubblico è gestito dalla Transports publics neuchâtelois.

## Amministrazione

### Gemellaggi
- Besançon, dal 1975[21]
- Aarau, dal 1997[21]
- Sansepolcro, dal 1997[21]

## Sport

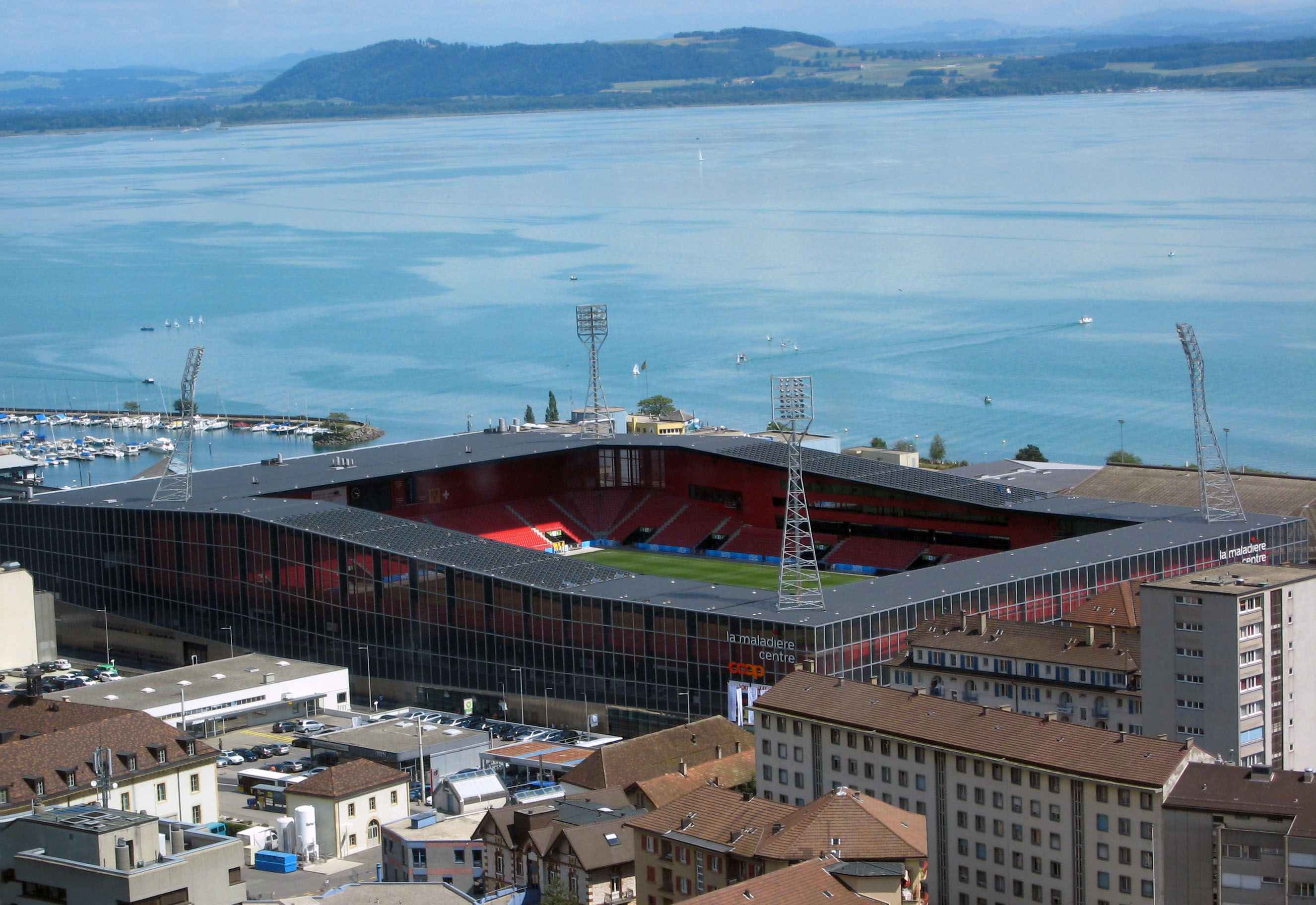
Lo stadio La Maladière

Nella città hanno sede le squadre di calcio Neuchâtel Xamax Football Club Serrières (che gioca nello stadio La Maladière), di football americano Neuchâtel Knights, di pallacanestro Union Neuchâtel Basket e di pallavolo Neuchâtel Université Club Volleyball; in passato Neuchâtel ha ospitato anche le disciolte squadre di calcio Football Club Neuchâtel e Football Club Cantonal Neuchâtel e di hockey su ghiaccio Young Sprinters Hockey Club.